# Kara-Suu (Naryn, Rajon Aksy)
Der Kara-Suu (kirgisisch Кара-Суу; mit der Bedeutung „schwarzes Wasser“) ist ein rechter Nebenfluss des Naryn in Kirgisistan (Zentralasien).
Der Kara-Suu entspringt im At-Oinok-Gebirge im Rajon Toktogul des Oblus Dschalal-Abad. Er fließt anfangs in westlicher Richtung. Später wendet er sich nach Süden. Er nimmt die Nebenflüsse Kodscha-Ata, Awletim und Akschol auf. Schließlich trifft er 10 km nördlich der Stadt Tasch-Kömür auf den zum Tasch-Kömür-Stausee aufgestauten Naryn. Der Mittel- und Unterlauf des Kara-Suu befinden sich im Rajon Aksy. Der Fluss hat eine Länge von 85 km. Er entwässert ein Areal von 2740 km². Der mittlere Abfluss beträgt 39,6 m³/s.